# 舒遷
舒遷（1499年—？），字于喬，直隸徽州府黟縣人，民籍，明朝政治人物。

## 生平
嘉靖十三年（1534年）甲午科應天府鄉試第一百二十五名舉人。嘉靖十四年（1535年）中式乙未科會試第三百二名，登第三甲第一百三十六名進士。授行人司行人，十八年二月选授浙江道试監察御史，二十二年巡按廣東，监癸卯科廣東鄉試。

## 家族
曾祖舒景淳；祖父舒長生；父舒思忠。前母周氏；母孫氏。慈侍下。兄舒逸。弟舒進。